# Рейнен
Рейнен (нід. Ruinen) — село в нідерландській провінції Дренте. Входить до муніципалітету Де-Волден.
Його площа становить 34,94 км², а населення станом на 2021 рік складало 3 380 осіб.
Перша згадка про населений пункт датується 1139 роком.
До 1998 року мало статус окремого муніципалітету.

## Галерея

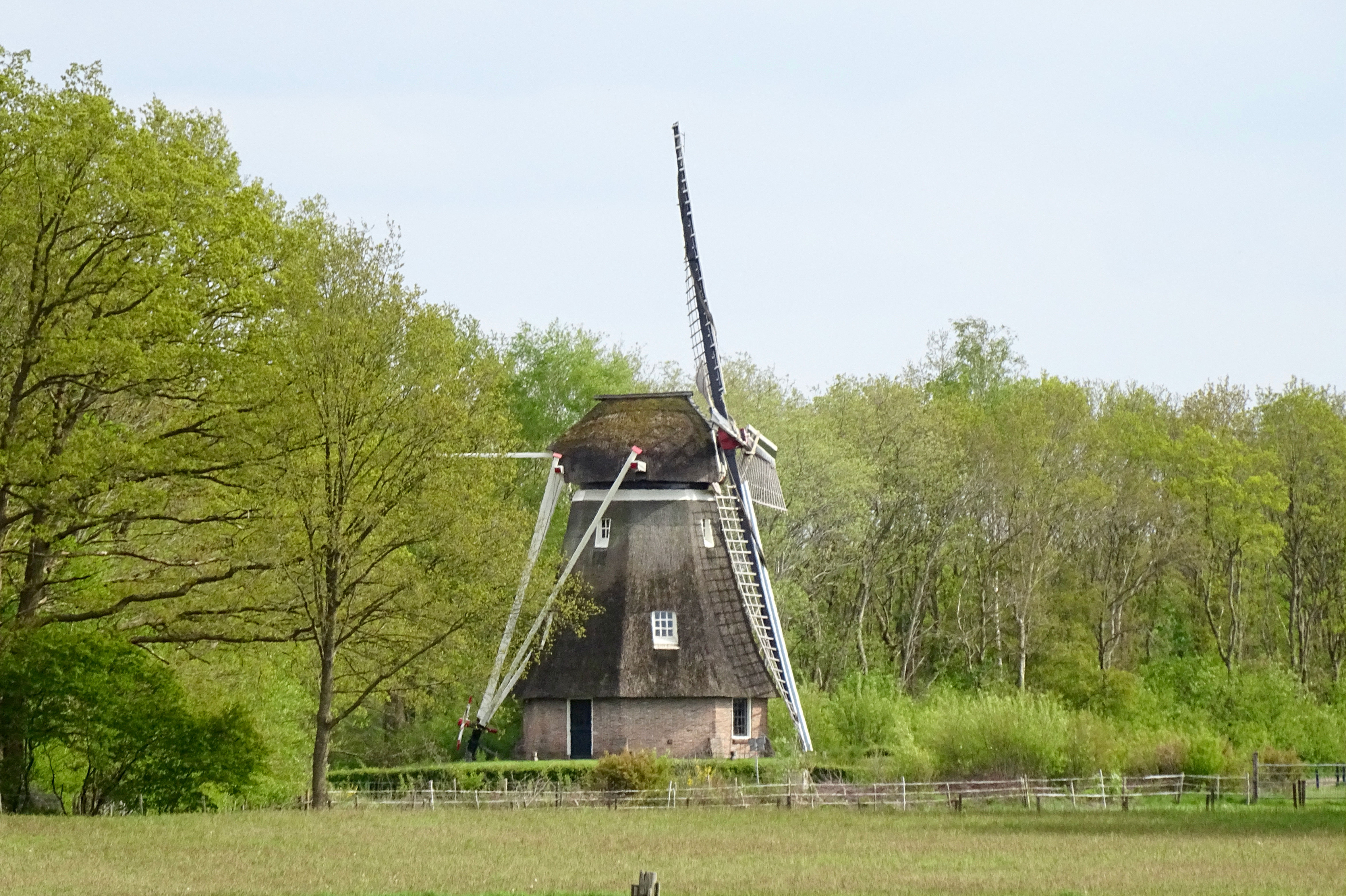
Вітряк Zaandplatte
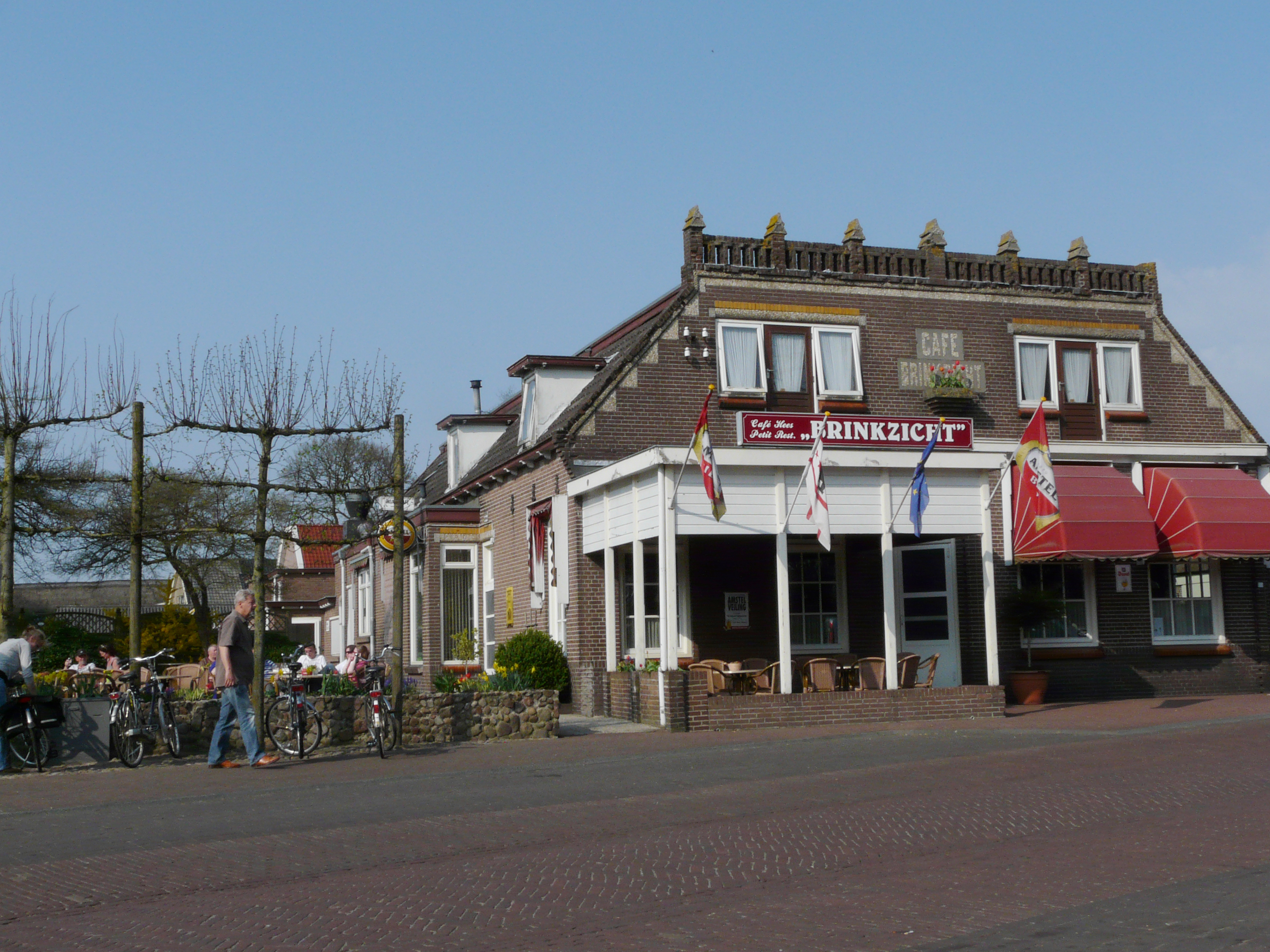
Бар Brinkzicht
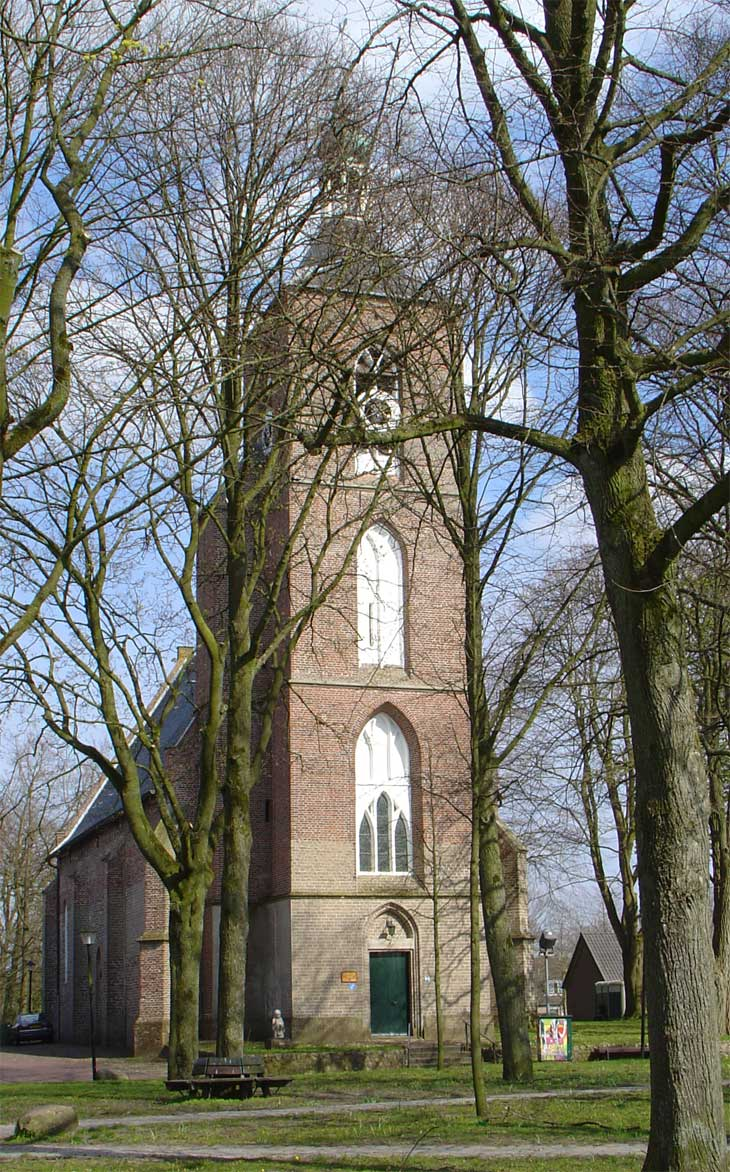
Церква у Рейнені
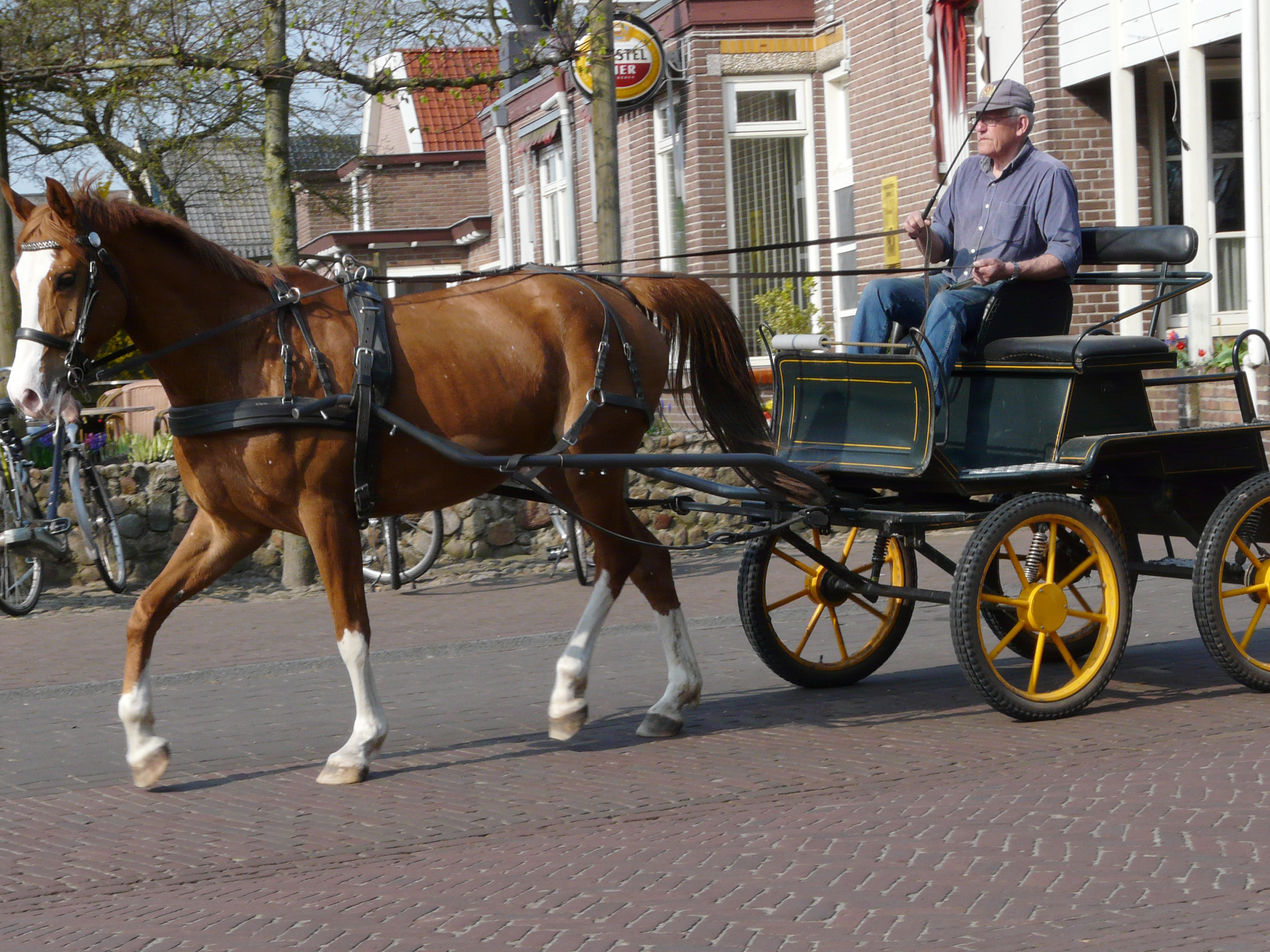
Візок